# Norshen, Shirak
Norshen là một đô thị thuộc tỉnh Shirak, Armenia. Dân số ước tính năm 2011 là 957 người.